# 2010年ウクライナ大統領選挙

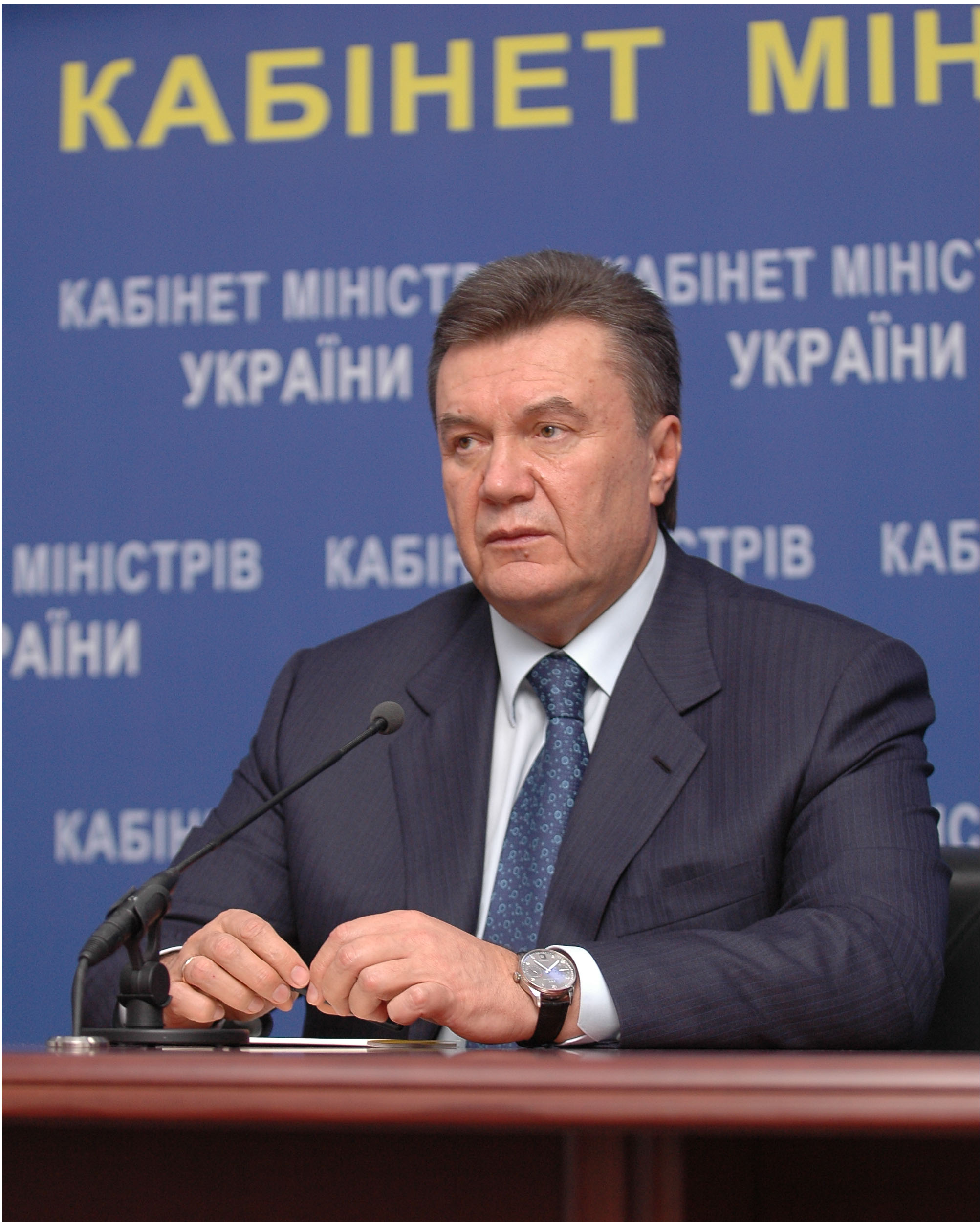
当選したヤヌコーヴィチ候補

2010年ウクライナ大統領選挙（2010ねんウクライナだいとうりょうせんきょ）は、2010年にウクライナで施行された大統領選挙である。第1回の投票は2010年1月17日に行われ、前首相で地域党の党首であるヴィクトル・ヤヌコーヴィチが1位、首相のユーリヤ・ティモシェンコが2位となった。同年2月7日に決選投票が行われ、ヤヌコーヴィチがティモシェンコに勝利した。

## 第1回投票
オレンジ革命後の2005年1月、ヴィクトル・ユシチェンコが第3回投票（やり直し決選投票）で第3代ウクライナ大統領に当選した。5年任期終了後、予定通り2010年1月17日に投票が行われた。18名が立候補し、同日夜に投票が締め切られて開票作業がなされた。地域党のヤヌコーヴィチが1位となったが、当選に必要な過半数に届かず、決着は2位のティモシェンコとの間で行われる2月7日の決選投票に持ち越されることになった。なお、現職のユシチェンコは支持を集められず5位に終わった。

### 立候補者
| No. | 候補者名                   | 政党名                   | 備考 |
| --- | -------------------------- | ------------------------ | --- |
| 1   | インナ・ボホスロウスカ     | 無所属                   | |
| 2   | ムハイロ・ブロツキー       | 無所属                   | |
| 3   | アナトリー・フリツェンコ   | 無所属                   | 前国防大臣。 |
| 4   | ユリー・コステンコ         | ウクライナ人民党         | |
| 5   | ボロディミール・リトビン   | 人民党                   | ウクライナ最高議会議長。                                                                                               |
| 6   | オレクサンドル・モロズ     | ウクライナ社会党         | 元ウクライナ最高議会議長。ウクライナ社会党党首。                                                                       |
| 7   | オレクサンドル・パバット   | 無所属                   | |
| 8   | ヴァシリー・プロティフシフ | 無所属                   | 「プロティフシフ」は「全員に反対」の意味。全候補者に反対だという民意を代弁するために出馬。                             |
| 9   | セルヒー・ラトゥシュニャク | 無所属                   | |
| 10  | オレー・リアボコン         | 無所属                   | |
| 11  | ペトロ・シモネンコ         | ウクライナ共産党         | ウクライナ共産党党首。                                                                                                 |
| 12  | リュドミラ・ソプルン       | 人民民主党               | |
| 13  | ユーリヤ・ティモシェンコ   | 全ウクライナ連合「祖国」 | 首相（第11代、第14代）。ユーリヤ・ティモシェンコ・ブロック党首。                                                       |
| 14  | セルヒー・ティヒプコ       | 無所属                   | 元中央銀行総裁、ティモシェンコ内閣経済顧問（2008年）。2004年ウクライナ大統領選挙でヤヌコーヴィチの選対本部長を務める。 |
| 15  | イオレー・チャーニボク     | 全ウクライナ「自由」同盟 | |
| 16  | ヴィクトル・ユシチェンコ   | 我らのウクライナ         | 大統領（第3代）、首相（第8代）。                                                                                       |
| 17  | ヴィクトル・ヤヌコーヴィチ | 地域党                   | 首相（第10代、第13代）。地域党党首。                                                                                   |
| 18  | アルセニー・ヤツェニュク   | 無所属                   | 前ウクライナ最高議会議長。                                                                                             |

### 投票結果
| 位 | 候補者名                   | 政党名                   | 得票数    | 得票率 |
| -- | -------------------------- | ------------------------ | --------- | ------ |
| 1  | ヴィクトル・ヤヌコーヴィチ | 地域党                   | 8,686,751 | 35.32% |
| 2  | ユーリヤ・ティモシェンコ   | 全ウクライナ連合「祖国」 | 6,159,829 | 25.05% |
| 3  | セルヒー・ティヒプコ       | 無所属                   | 3,211,257 | 13.06% |
| 4  | アーセニー・ヤツェニュク   | 無所属                   | 1,711,749 | 6.96%  |
| 5  | ヴィクトル・ユシチェンコ   | 我らのウクライナ         | 1,341,539 | 5.45%  |
| 6  | ペトロ・シモネンコ         | ウクライナ共産党         | 872,908   | 3.55%  |
| 7  | ボロディミール・リトビン   | 人民党                   | 578,883   | 2.35%  |
| 8  | オレー・チャーニボク       | 全ウクライナ「自由」同盟 | 352,282   | 1.43%  |
| 9  | アナトリー・フリツェンコ   | 無所属                   | 296,412   | 1.20%  |
| 10 | インナ・ボホスロウスカ     | 無所属                   | 102,435   | 0.41%  |
| 11 | オレクサンドル・モロズ     | ウクライナ社会党         | 95,169    | 0.38%  |
| 12 | ユリー・コステンコ         | ウクライナ人民党         | 54,376    | 0.22%  |
| 13 | リュドミラ・ソプルン       | 人民民主党               | 47,349    | 0.19%  |
| 14 | ヴァシリー・プロティフシフ | 無所属                   | 40,352    | 0.16%  |
| 15 | オレクサンドル・パバット   | 無所属                   | 35,474    | 0.14%  |
| 16 | セルヒー・ラトゥシュニャク | 無所属                   | 29,795    | 0.12%  |
| 17 | ムハイロ・ブロツキー       | 無所属                   | 14,991    | 0.06%  |
| 18 | オレー・リアボコン         | 無所属                   | 8,334     | 0.03%  |

- 出典：投票結果（ウクライナ中央選挙委員会）

## 決選投票
2月7日、欧州安全保障協力機構（OSCE）の国際監視団や北大西洋条約機構（NATO）の監視団が見守るなか大統領選挙決選投票が行われ、ヤヌコーヴィチが勝利した。中央選挙管理委員会によると、開票率96％の段階でヤヌコーヴィチは48.3％、ティモシェンコは46.0％である。監視団は不正は行われなかったとの認識を示しているが、ティモシェンコの支持者は不正があったと主張している。2月10日、中央選挙管理委員会が発表した最終集計結果によると、ヤヌコーヴィチの得票率は48.95％と、対立候補のティモシェンコの45.47％を3.48％ポイント上回った。

### 投票結果
| 位 | 候補者名                   | 政党名                   | 得票数     | 得票率 |
| -- | -------------------------- | ------------------------ | ---------- | ------ |
| 1  | ヴィクトル・ヤヌコーヴィチ | 地域党                   | 12,481,266 | 48.95% |
| 2  | ユーリヤ・ティモシェンコ   | 全ウクライナ連合「祖国」 | 11,593,357 | 45.47% |

- 出典：投票結果（ウクライナ中央選挙委員会）

### 提訴
2月13日、決選投票で敗北したティモシェンコはテレビを通じて演説し、「（不正選挙の）証拠があり、裁判所に異議を申し立てる」と述べ、提訴する方針を明らかにし、2月16日、ウクライナ最高行政裁判所に提訴した。これを受けて2月17日、最高行政裁判所は、中央選管のヤヌコーヴィチの勝利認定にティモシェンコが異議を申し立てていたことに関して、ティモシェンコ側の主張を一部認め、審理終了まで当選認定の効力を一時停止することを決定した。しかし2月20日、ティモシェンコ側により訴えが取り下げられたため、ヤヌコーヴィチの当選が確定した。